# Voir (journal)
Pour les articles homonymes, voir Voir.
Voir était un journal hebdomadaire culturel québécois gratuit, fondé par Pierre Paquet en novembre 1986, publié à Montréal et à Québec. Le magazine a fermé ses portes en 2020. Une version web existait également. 
Le magazine traitait de l’actualité culturelle au jour le jour. Voir publiait, entre autres, de l’actualité sur la société, la musique, le cinéma, le théâtre, la danse, les arts visuels, les livres, les restaurants et les différentes tournées au Québec,.

## Équipe
- Nicolas Marin, président
- Simon Jodoin, rédacteur en chef (maintenant à Vaste Programme)
- Catherine Genest, coordonnatrice à la rédaction et journaliste (Voir Québec)
- Valérie Thérien, adjointe à la rédaction, chef de la section Musique
- Marie Pâris, chef des sections Gastronomie et Art de vivre, journaliste culture
- Olivier Boisvert-Magnen, journaliste culture
- Antoine Bordeleau, producteur de contenus numériques
- Marie-Claude Masse, correctrice